# Tischeria unicolor
Tischeria unicolor là một loài bướm đêm thuộc họ Tischeriidae. Nó được tìm thấy ở St. Croix ở quần đảo Virgin.